# Історія пошти та поштові марки Тайваню

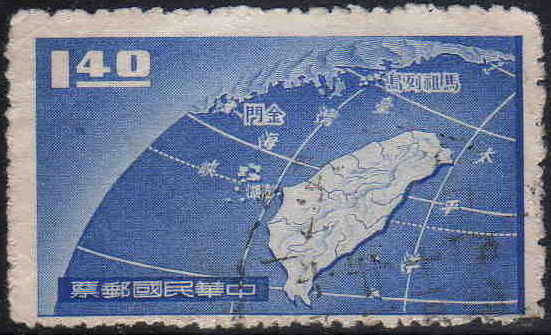
Поштова марка Тайваню 1959 року.

Це огляд поштової історії та поштових марок Тайваню, також відомого як Формоза, який наразі управляється Китайською Республікою.
До складу Китайської Республіки входять острови Тайвань, Пенху, Кіньмен, Мацу та інші дрібні острови, які розташовані біля східного узбережжя материкового Китаю. До сусідніх держав належать Китайська Народна Республіка на заході, Японія на північному сході та Філіппіни на півдні.

## Рання пошта

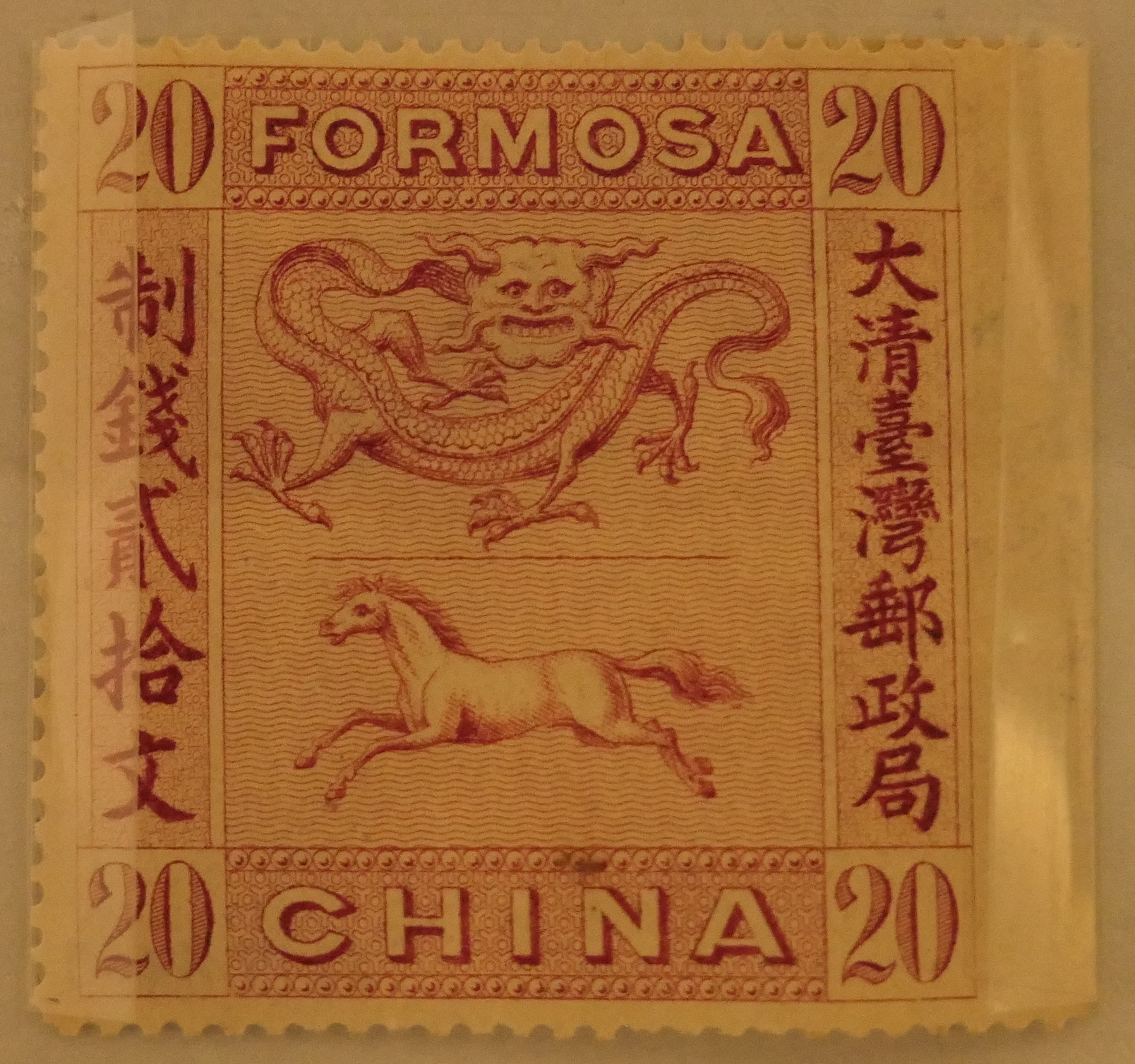

У 1886 році Тайвань був перетворений з префектури на провінцію. Губернатор Лю Мінчуань організував поштову службу, і того ж року були випущені поштові марки.

## Республіка Формоза

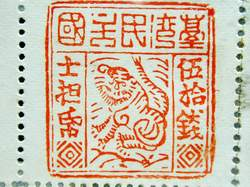
Поштова марка Республіки Формоза

У 1895 році Китай поступився Тайвань Японії. Тайвань відреагував на це, заснувавши короткочасну Республіку Формоза, яка випустила власні марки.

## Японське панування
Під правлінням Японії тайванська пошта оброблялася як частина японської поштової системи. Після капітуляції Японії в серпні 1945 року поштова система продовжувала працювати на місцевому рівні, і 21 жовтня 1945 року вона випустила марки номіналом 3 і 5 сенів, дизайн яких складався з великої цифри та імператорської хризантеми. Незважаючи на офіційну передачу Тайваню Китайській Республіці 25 жовтня, 31 жовтня була випущена марка в 10 сенів того ж дизайну (ще п'ять номіналів були надруковані, але так і не видані).

## Китайська Республіка (з 1945р.)

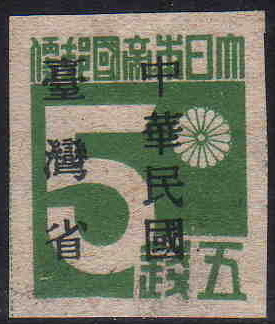
Поштова марка Тайваню 1945 року.

На місцевих марках, як випущених, так і невипущених, було негайно нанесено написи «Китайська Республіка» та «Провінція Тайвань» і надійшли в продаж 4 листопада. Дві японські марки, номіналом 5 і 10 ієн серії зображень 1937 року, також були надруковані, слугуючи високими номіналами.
Протягом 1946 року запаси китайських марок були надруковані новими номіналами в сенах і «тільки для використання в Тайвані». За цим послідував номер у березні 1947 року, присвячений 60-річчю Чан Кайші; чотири маленькі символи на задньому плані говорять «тільки для Тайваню». Подальші випуски марок йшли за тією ж схемою до 1948 року.

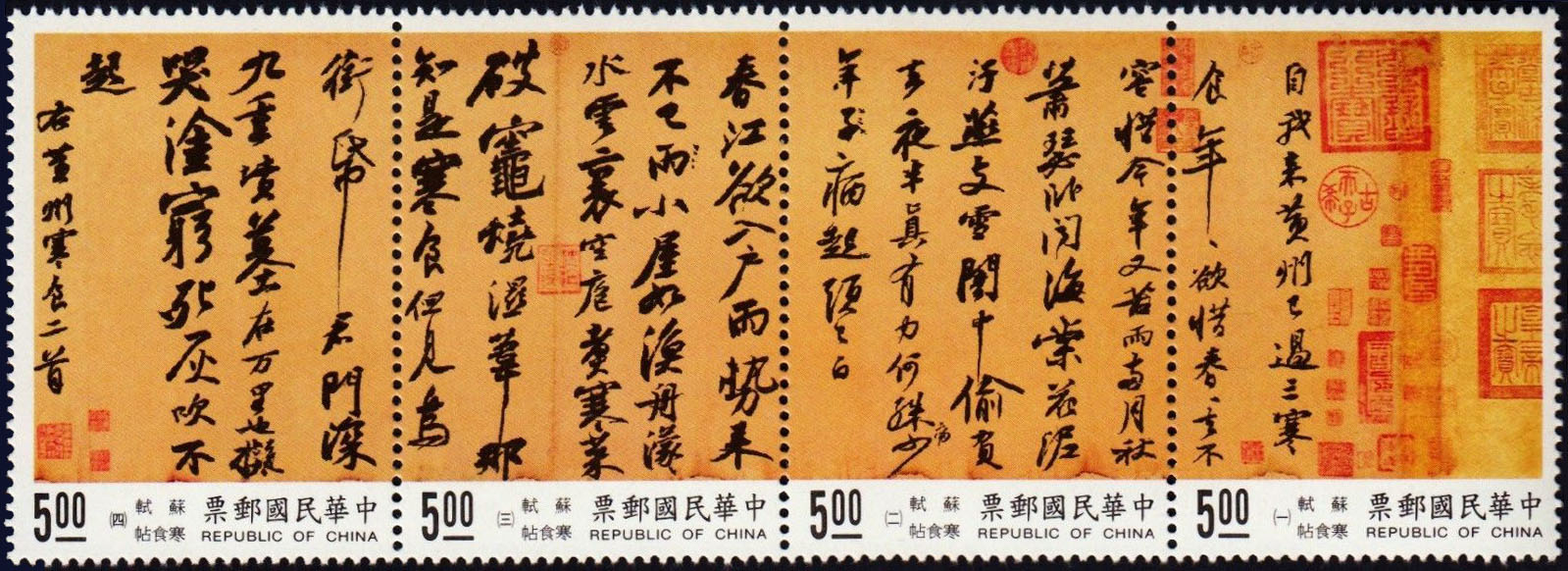
Поштові марки Тайваню, 1995 рік.

Після втрати материкового Китаю для Тайваню більше не було сенсу в окремих питаннях.
Вежа Джу Гуанг Лу на Кінмень була представлена в кількох остаточних серіалах 1960-х років.
З 2008 року на марках є напис «Китайська Республіка (Тайвань)».